# 田錫
田錫（940年—1004年），字表聖，嘉州洪雅（今屬四川）人。
祖籍京兆（今西安），唐末避黃巢之亂定居四川眉州洪雅（今槽渔滩镇），父田懿。生於晉高祖天福五年（940年），幼聰悟，好讀書，宋白很看重他，三十岁后游学长安，讀書於骊山白鹿书院。太宗太平興國三年（978年）胡旦榜進士第二名。通判宣州。遷著作佐郎、亦西北路轉運判官。改左拾遺、直史館，以敢言直谏、不避权贵著称。
太平興國六年（981年），爲河北轉運副使。太平興國八年（983年），移睦州。端拱二年（989年），改戶部郎中，出知陳州。真宗時，遷吏部，知泰州，咸平三年（1000年）召還，掌銀臺。累迁右谏议大夫，史馆修撰。咸平六年（1004年）十二月十一日卒，真宗对宰相李沆说：“田锡直臣也。朝廷少有缺失，方在思虑，锡之奏章已至矣。若此谏官，不可多得，天何夺之速乎！”。“其沒也，范仲淹作《墓誌銘》，司馬光作神道碑，而蘇軾序其奏議，比之賈誼。為之操筆者，皆天下偉人，則錫之平生可知也”（欽定四庫全書總目 卷一百五十二 集部五 別集類五 咸平集三十卷）。有《咸平集》五十卷（今本四庫全書文淵閣本咸平集為三十卷）。《宋史》卷二九三有傳。

## 家庭
曾祖：田直易
祖：田诚
父：田懿
妻：杨氏；奚氏，封江陵县君
子女：
- 杨庆远，虞部郎中、知抚州
- 杨庆馀，比部郎中
- 杨氏三人，长适王氏，次适庞氏，季适张氏

媳：许氏，田庆远妻，户部郎中许某、冯翊县太君王氏长女
曾孙：田衍，奉议郎、勾当杂买务